# استافیلوکوک روستری
استافیلوکوک روستری، کوکسی گرم مثبت و کواگولاز منفی در جنس (سرده) استافیلوکوک است. این باکتری، اولین بار از بینی خوک‌های سالم جدا شد. استافیلوکوک روستری می‌تواند مخزنی برای ژن‌های مقاومت آنتی بیوتیکی در استافیلوکوک اورئوس باشد.